# Grimmia tergestina
Grimmia tergestina là một loài Rêu trong họ Grimmiaceae. Loài này được Tomm. ex B.S.G. mô tả khoa học đầu tiên năm 1845.

## Hình ảnh

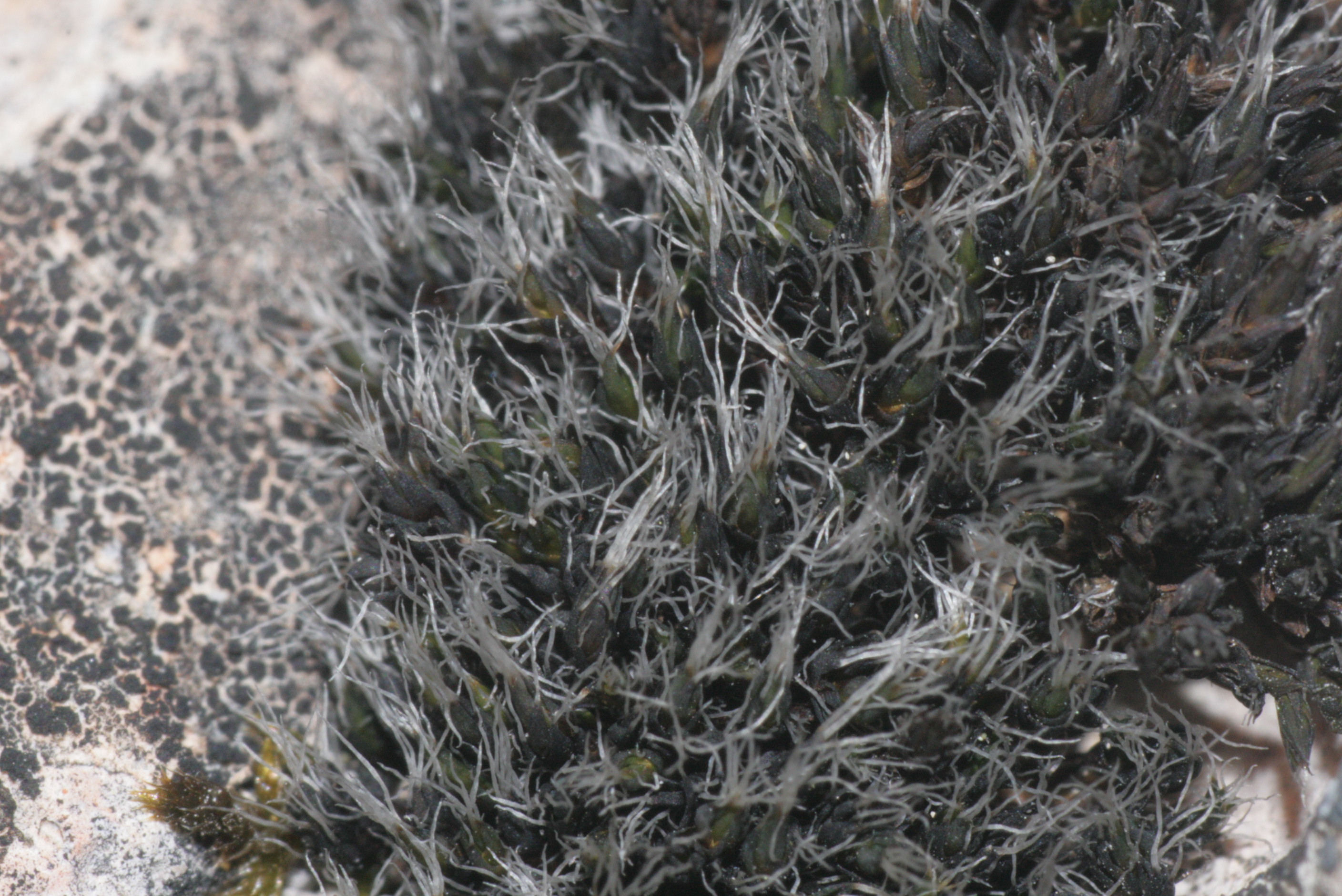
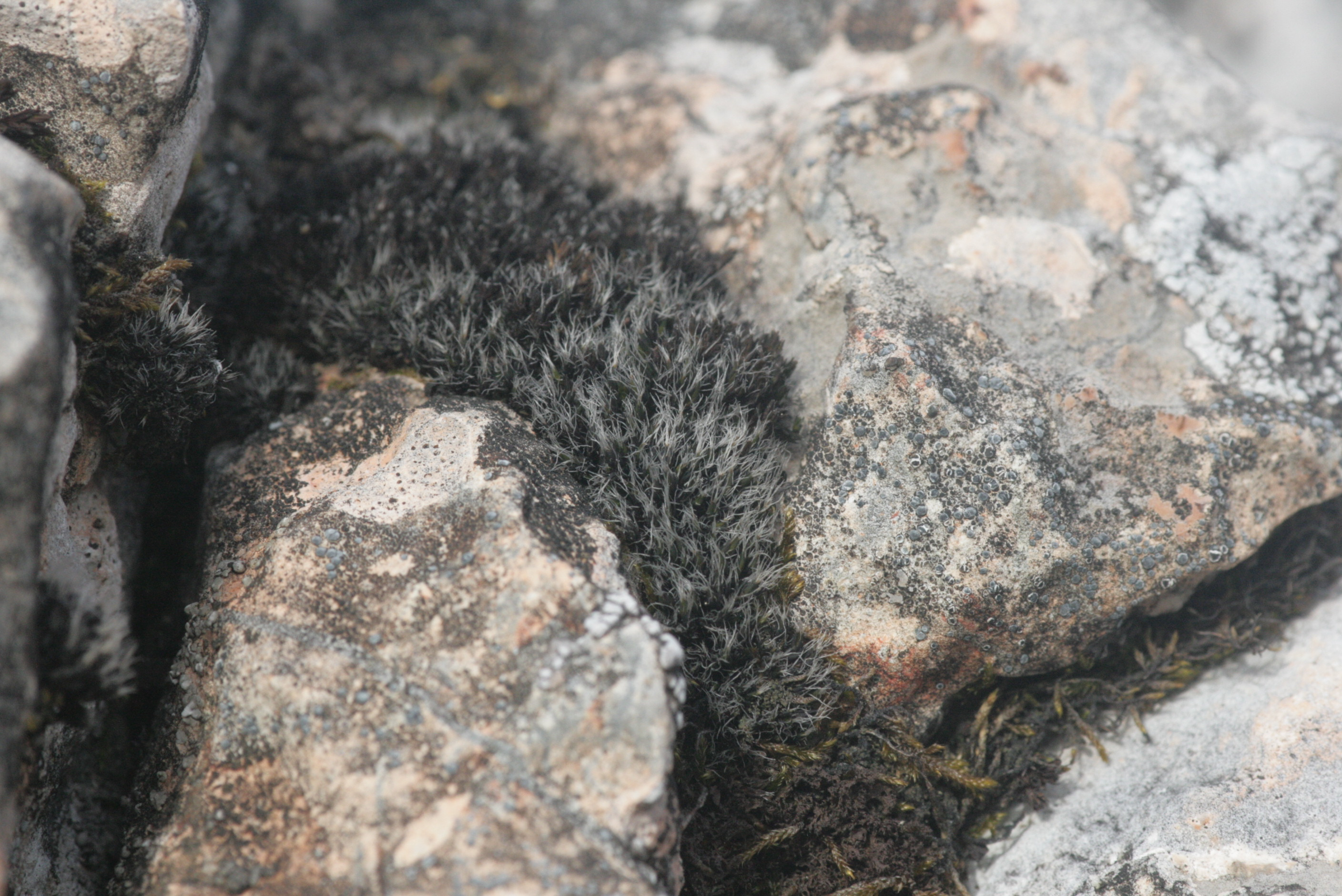
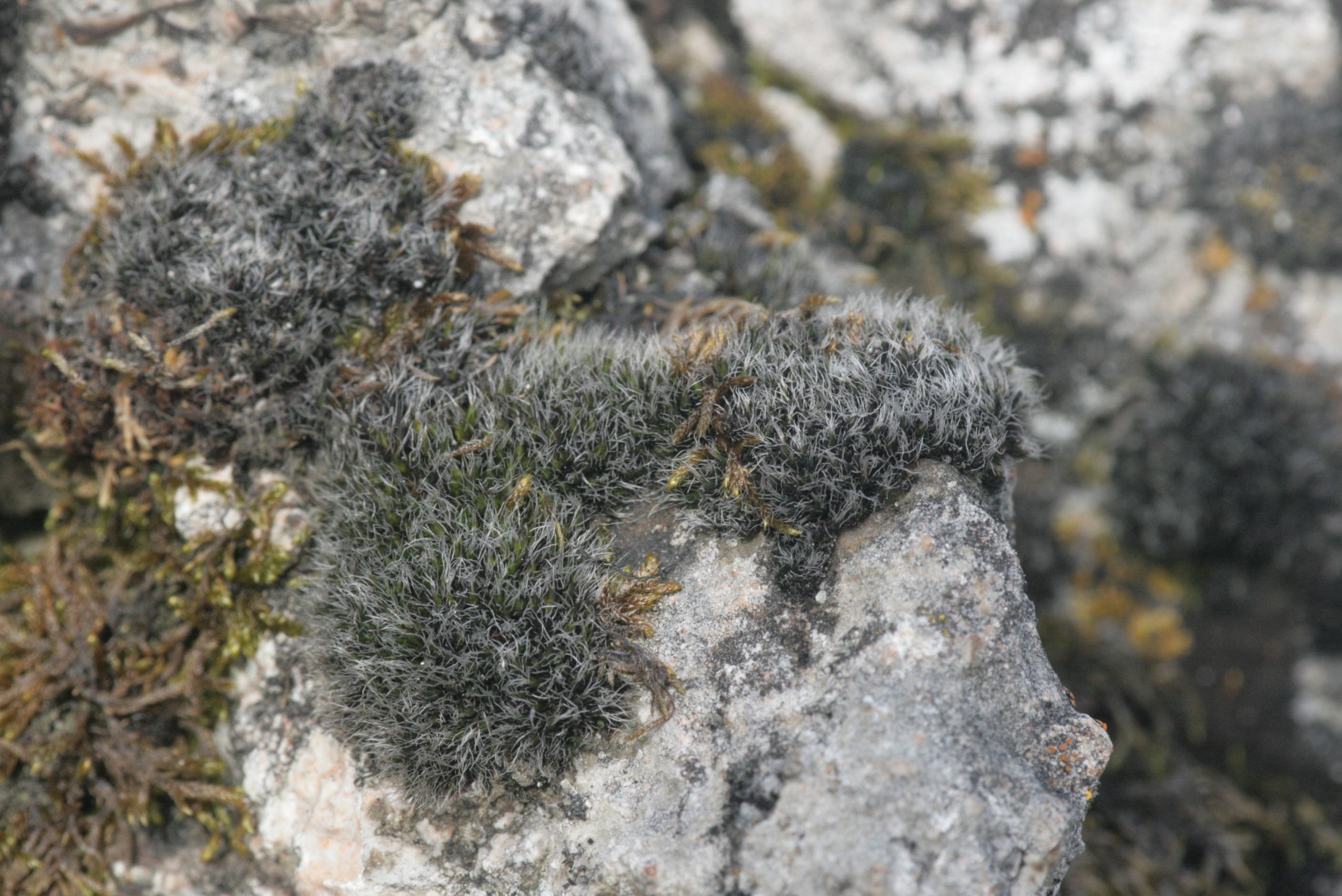
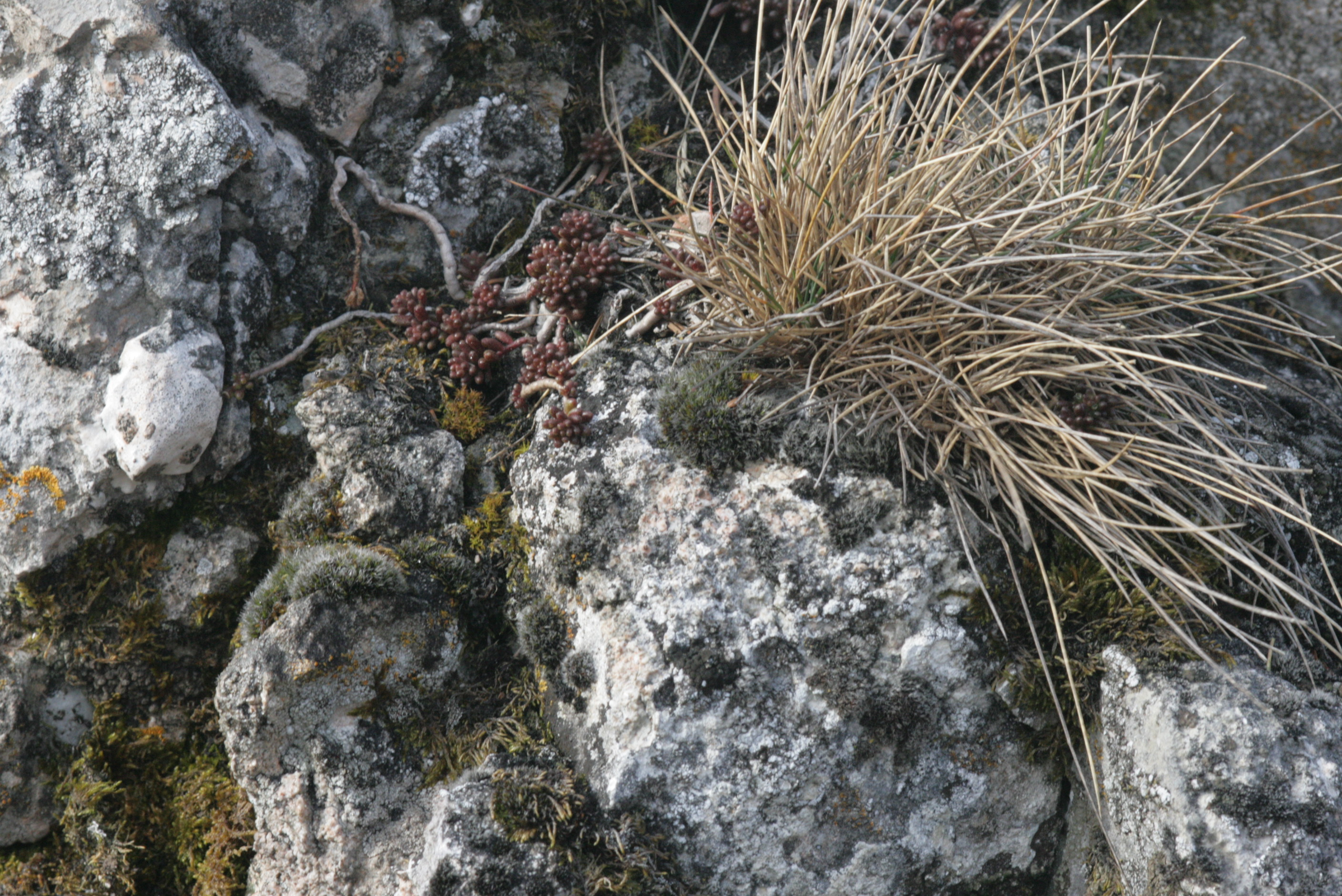